# Flip Kowlier
Flip Kowlier, de son vrai nom Filip Cauwelier, né le 10 novembre 1976 à Izegem, est un rappeur belge flamand. Il chante dans le dialecte flamand occidental. En plus de sa carrière solo, Kowlier était aussi l'un des membres du groupe de hip-hop 't Hof van Commerce et le bassiste du groupe My Velma.

## Biographie
Il se popularise en Belgique et aux Pays-Bas dans divers festivals comme Marktrock Leuven et Rock Werchter). Sa première apparition majeure s'effectue à l'Ancienne Belgique en 2001, aux côtés de Laïs. À cette période, Kowlier est aussi l'un des membres du groupe de hip-hop 't Hof van Commerce. Kowlier décide de se consacrer à une carrière solo après la sortie du second album de 't Hof van Commerce. Il publie son premier album solo intitulé Ocharme Ik en 2001. Il est suivi, trois ans plus tard, en 2004, d'un deuxième album solo intitulé In de Fik au label EMI Group.
Flip Kowlier est également auteur de deux livres : Conflicten over etensresten et Over kabouters. Il a également travaillé en collaboration avec Michael Franti et Gabriel Rios, sur What's This, qui atteint la 5e place des classements belges. Le jeudi 19 janvier 2006, il est honoré en tant que citoyen d'honneur de la ville d'Izegem. Le 2 février 2009, il devient lauréat du Vlaamse Cultuurprijs voor Muziek (Prix de la culture flamande de la musique).
En 2016, il forme avec Peter Lesage et Jeffrey Jefferson, un nouveau groupe appelé Ertebrekers,.

## Discographie

### Albums studio
- 2001 : Ocharme Ik
- 2004 : In de fik
- 2007 : De man van 31
- 2010 : Otoradio
- 2011 : 10 jaar Flip Kowlier
- 2013 : Cirque

### Singles
- Welgemeende (Fuck You)
- Min Moaten
- Verkluot
- In De Fik
- Bjistje in min uoft
- Angelo & Angelique